# Cydosia mimica
Cydosia mimica är en fjärilsart som beskrevs av Walker 1866. Cydosia mimica ingår i släktet Cydosia och familjen nattflyn. Inga underarter finns listade i Catalogue of Life.